# Septème
Septème är en kommun i departementet Isère i regionen Auvergne-Rhône-Alpes i sydöstra Frankrike. Kommunen ligger i kantonen Vienne-Nord som tillhör arrondissementet Vienne. År 2022 hade Septème 2 153 invånare.

## Befolkningsutveckling
Antalet invånare i kommunen Septème
Referens:INSEE